# オットー・エルンスト・レーマー
オットー・エルンスト・レーマー（ドイツ語: Otto Ernst Remer, 1912年8月18日 - 1997年10月4日）は、ドイツの陸軍軍人。少将。ドイツ国防軍最年少の将軍の一人で総統護衛旅団司令官。第二次世界大戦後はホロコースト否認論者として活動し、ナチス残党のゴッドファーザーと呼ばれた。

## 経歴

### 生い立ち
ノイブランデンブルクのプロテスタントの家庭に生まれる。家庭環境から、幼少時より軍人を志す。13歳で青年団活動に参加して頭角を現し、軍への入隊志願の際には陸軍の長老アウグスト・フォン・マッケンゼン元帥が骨折りの労を取ったほどである。1933年、士官候補生として第4歩兵連隊に配属される。二度結婚し、最初の妻との間に二男一女をもうけた。

### 第二次世界大戦

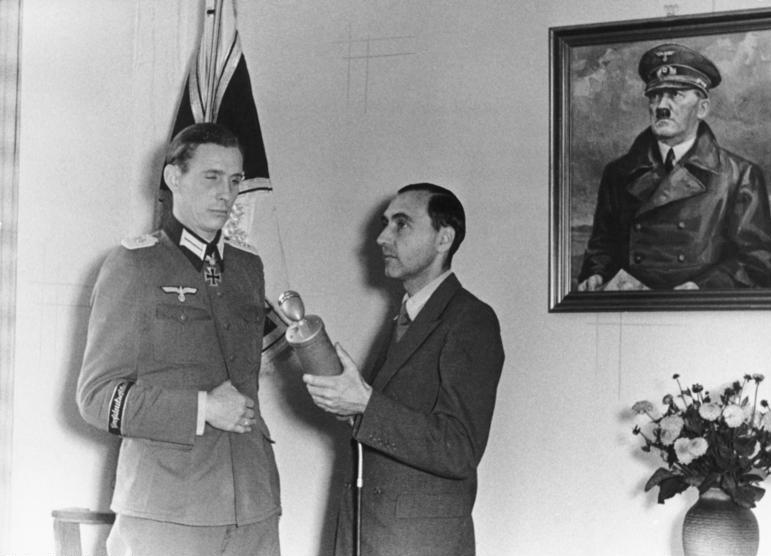
クーデター鎮圧後、ラジオの取材に応じるレーマー（1944年）

1939年のポーランド侵攻の際は中尉で歩兵砲中隊長を務めていた。西方戦役では第9装甲師団で自動車化歩兵砲中隊の指揮をとる。この部隊を率いてユーゴスラビア侵攻やバルバロッサ作戦に従軍した。1942年4月、大尉に昇進してグロースドイッチュラント師団で自走砲大隊長となる。間もなく少佐に昇進し、1943年の第三次ハリコフ攻防戦での戦功により騎士鉄十字章を受章。同年11月、325番目の柏葉付騎士鉄十字章を受章した。東部戦線で重傷を負ったことにより、1944年に警護大隊「グロースドイチュラント」司令官としてベルリンに転属となる。
この部隊はベルリン防衛司令官パウル・フォン・ハーゼの指揮下にあった。ハーゼはヒトラー暗殺計画に参加しており、ヒトラー暗殺後のクーデター計画「ヴァルキューレ」作戦では、レーマーの大隊が官庁街を封鎖する手はずになっていた。7月20日に計画が実行された際、レーマーはアドルフ・ヒトラーに忠実であったが、一度はハーゼの命令に従い出動した。これは「命令は命令」という軍人としての規律に従ったためであるという。ところがレーマーの大隊に居た元宣伝省職員ハンス・ヴィルヘルム・ハーゲン大尉は、ヒトラーが死んだという発表に疑問を持ち、ヨーゼフ・ゲッベルス大臣に真相を確認するようレーマーに提案した。ゲッベルスはレーマーと総統司令部との電話連絡を取り持ち、ヒトラーの生存をレーマーに確信させた。ヒトラーは電話で直接レーマーに反乱鎮圧を命じた。鎮圧後、レーマーは二階級特進で大佐に昇進した。
1944年11月、レーマーは7月20日事件後に新設された総統護衛旅団（のち師団に拡大）の司令官に任命された。レーマーはこの部隊を率いてバルジの戦いに参加。翌1945年1月、レーマーは32歳で少将に昇進し、ドイツ国防軍最年少の将官となった。3月、総統警護師団はラウバン奪還作戦に参加する。しかし師団はエルベ川東方でソ連軍に包囲された。レーマーは4月22日に師団に対し南西のドレスデン方面への突破を命令したが、障害物が全くない開けた地形での無謀な脱出戦により、師団は重装備全てを失い、兵士のみならず一緒に疎開した一般市民が一方的にソ連軍の猛砲撃にさらされ多数が犠牲になった。レーマー自身は私服に着替えて西方に脱出し、アメリカ軍の捕虜となった。

### 戦後

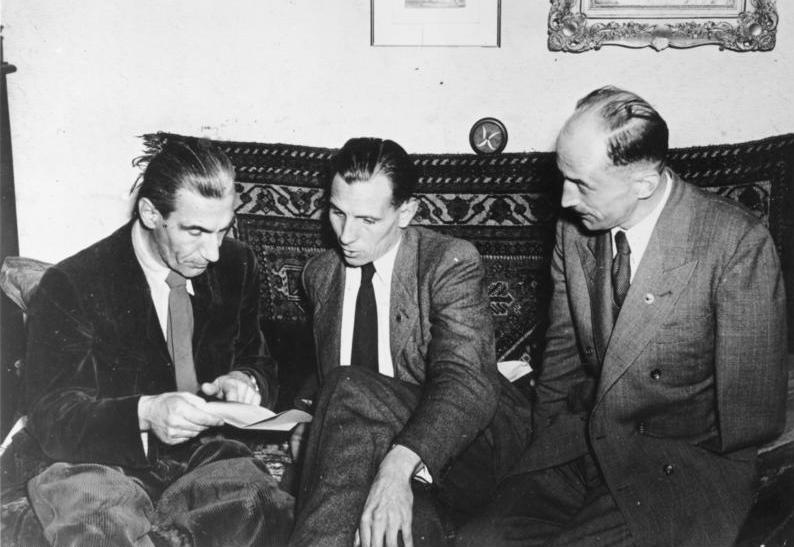
レーマー（中央）ら社会主義帝国党の首脳（1952年）

レーマーはアメリカ軍からのちにイギリス軍に引き渡され、1947年に釈放された。西ドイツのファーレルに住み、石工の修業をした。一方で政治活動に投じ、ホロコーストを否定する歴史修正主義の活動に従事することになる。ドイツ保守党を除名されたのち、ドイツ社会主義帝国党の共同設立者となるが、1952年に連邦憲法裁判所によって協力関係にあったドイツ共産党とともに活動禁止となった。ヒトラー暗殺計画の参加者たちを「国家反逆者」と表現したため、1952年に懲役3か月の判決を受けたが、レーマーは国外に逃亡し、エジプト大統領ガマール・アブドゥル＝ナーセルやシリアの軍事顧問を長年務めた。
その後西ドイツで極右活動家ティース・クリストファーゼンの主宰する集会で講演を行った。1983年に極右集団「ドイツ自由運動」を設立し、1989年まで代表を務めたが、1991年に離れている。また1983年にはリスベート・グロリッチュ と共に、ウルリヒ・フォン・フッテンの名を冠した新ファシズム集団「ウルリヒ・フォン・フッテン友の会」を設立し、言論活動を行った。民衆扇動罪、名誉毀損罪による逮捕を避けて1994年にスペインに逃亡したが、当時スペインにはホロコースト否定論に対する刑罰が制定されていなかったため、ドイツ側の引き渡し要請は1996年に拒絶された。翌年スペインのマルベーリャで死去した。

## 著書
- 20. Juli 1944. Hamburg-Neuhaus/Oste, Verlag Hans Siep 1951.
- 20. Juli 1944. 5. Auflage. Hamburg-Neuhausen: Verlag Deutsche Opposition 1951.
- Verschwörung und Verrat um Hitler. Urteil des Frontsoldaten, 5. Auflage, Bad Kissingen: Remer-Heipke 1993, ISBN 3-87725-102-1.
- Kriegshetze gegen Deutschland: Lüge und Wahrheit über die Ursachen beider Kriege.	Bad Kissingen: Remer-Heipke 1989.